# Pavetta puberula
Pavetta puberula är en måreväxtart som beskrevs av William Philip Hiern. Pavetta puberula ingår i släktet Pavetta och familjen måreväxter. Inga underarter finns listade i Catalogue of Life.